# Her 'Mail' Parent
Her 'Mail' Parent è un cortometraggio muto del 1912 diretto da Hay Plumb.
Si conoscono pochi dati del film che, prodotto dalla Hepworth, fu distrutto nel 1924 dallo stesso produttore, Cecil M. Hepworth. Fallito, in gravissime difficoltà finanziarie, il produttore pensò in questo modo di per poter almeno recuperare il nitrato d'argento della pellicola.

## Trama
Un impiegato invia una lettera alla figlia del suo capo e la madre della ragazza fraintende il senso della missiva.

## Produzione
Il film fu prodotto dalla Hepworth.

## Distribuzione
Distribuito dalla Hepworth, il film - un cortometraggio di circa 221 metri - uscì nelle sale cinematografiche britanniche nel giugno 1912.